# 書記素
書記素（しょきそ、英: grapheme）とは、書記言語において意味上の区別を可能にする最小の図形単位をいう。口頭言語における音素に相当する。字素（じそ）、文字素（もじそ）、図形素（ずけいそ）ともいう。文字のほか、数字などの記号、あるいはそれらを構成する基本的要素を指す。
音素文字では、基本的には単一の書記素が単一の音素に対応する。しかし実際には、複数の書記素が単一の音素に対応する場合（例えば、英語の k, c → /k/）や、逆に単一の書記素が複数の音素に対応する場合（c → /k/, /s/）があるほか、連続する複数の書記素が単一の音素に対応する場合（sh → /ʃ/、ph → /f/ など）や、単一の書記素が連続する複数の音素に対応する場合（x → /ks/）もある。

様々な字体で書かれた小文字の「a」。これらは a という「書記素」の「異字」である

異なる字が同じ書記素を表す場合、「異書記」または「異字」（英: allograph）という。例えば大文字と小文字、ひらがなとカタカナ、あるいはギリシア文字やアラビア文字で語中での位置によって字形が変わる場合がある。これらは便宜的に区別して用いられるが、区別せずに用いても理解できないわけではない。
1つの文字が複数の書記素から構成される文字体系も多い。この場合には書記素に当たる図形単位を字母と呼ぶことが多い。例えば漢字の偏旁や、ハングルの字母（音素を表す）は、一般には複数を組み合わせて1つの字を構成する。数字では、ローマ数字でI (1) とV (5) からIV (4) を構成する例がある。
また、基本書記素（字母）に特殊記号（これも書記素である）をつけて文字を構成する例は非常に多い。例えば日本語の濁音字（ガ）は、基本書記素（カ）と濁点を組み合わせたものである。音素文字でも、例えば基本書記素にアクセント記号やウムラウトなどの記号（ダイアクリティカルマーク）をつけて別の文字とする例は多い。
子音あるいは特定の音節を表す基本字母に、母音を表す特殊記号を付加して（あるいは字形を変形して）一般の音節を表記する体系をアブギダと総称し、これにはインド系の諸文字やエチオピアのゲエズ文字などがある。
スペイン語ではch、ll、rrといった連字（つまり2つの書記素からなる）を1文字として扱っていたが、現在は2文字としている。さらに印刷などのために複数の文字を続けて合字とする例もある。ドイツ語のßももとは合字であるが、現在は単一文字と考えられている。Wは合字ではなく、VまたはUと区別するために作った文字である。